# Francesco Caracciolo (amiral)

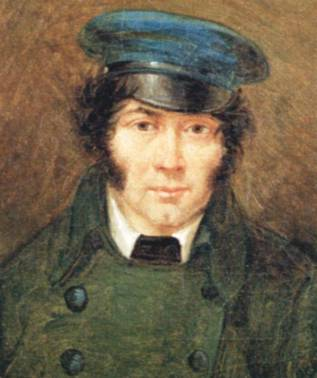
Francesco Caracciolo.

Francesco Caracciolo , född den 18 januari 1752 i Neapel, död den 28 juni 1799, var en neapolitansk amiral.
Caracciolo förde 1793 befälet utanför Toulon. Han gick 1798 i parthenopeiska republikens tjänst och blev när kardinal Ruffo bemäktigat sig Neapel, på amiral Nelsons befallning hängd vid rånocken på ett av sina egna fartyg.